# Timothy Hodge
Timothy "Tim" Hodge (Blacktown, 31 de janeiro de 2001) é um nadador paralímpico australiano. Representou a Austrália em cinco provas da natação nos Jogos Paralímpicos de Verão de 2016, realizados no Rio de Janeiro, Brasil. Ficou em quinto nos 200 metros medley individual SM9 e em sexto nos 100 metros costas S9. Hodge nadou ainda a prova dos 100 metros borboleta SB9, dos 400 metros livre S9 e dos 100 metros livres S9, mas não avançou às finais.